# 28. Tony-gála
A 28. Tony-gála az 1973/1974-es szezon legjobb Broadway színházi alakításait értékelte. A díjátadót 1974. április 21-én tartották a New York-i Shubert Theatreben, a műsor házigazdái Peter Falk, Florence Henderson, Robert Preston és Cicely Tyson voltak. A gálát az ABC televízióadó közvetítette élőben.

## Győztesek és jelöltek
A nyertesek félkövérrel jelölve.
| Legjobb színdarab | Legjobb musical |
| --- | --- |
| - The River Niger – Joseph A. Walker - In the Boom Boom Room – David Rabe - The Au Pair Man – Hugh Leonard - Ulysses in Nighttown – Marjorie Barkentin | - Kitörés - Over Here! - Libikóka |
| Legjobb szövegkönyv musicalben | Legjobb eredeti zene |
| - Hugh Wheeler – Candide - Robert Nemiroff, Charlotte Zaltzberg – Kitörés - Michael Bennett – Libikóka | - Gigi – Frederick Loewe (zene), Alan Jay Lerner (dalszöveg) - A jó doktor – Peter Link (zene), Neil Simon (dalszöveg) - Kitörés – Judd Woldin (zene), Robert Brittan (dalszöveg) - Libikóka – Cy Coleman (zene), Dorothy Fields (dalszöveg)                                                                |
| Legjobb férfi főszereplő színdarabban | Legjobb női főszereplő színdarabban |
| - Michael Moriarty – Find Your Way Home (Julian Weston) - Zero Mostel – Ulysses in Nighttown (Leopold Bloom) - Jason Robards – Boldogtalan hold (James Tyrone, Jr.) - George C. Scott – Ványa bácsi (Mikhail lvovich Astrov) - Nicol Williamson – Ványa bácsi (Ivan Petrovich Voinitsky) | - Colleen Dewhurst – Boldogtalan hold (Josie Hogan) - Jane Alexander – Find Your Way Home (Jacqueline Harrison) - Julie Harris – The Au Pair Man (Mrs. Rogers) - Madeline Kahn – In the Boom Boom Room (Chrissy) - Rachel Roberts – Az öreg hölgy látogatása / Chemin de Fer (Claire Zachanassian/Francine) |
| Legjobb férfi főszereplő musicalben | Legjobb női főszereplő musicalben |
| - Christopher Plummer – Cyrano (Cyrano de Bergerac) - Alfred Drake – Gigi (Honore Lachailles) - Joe Morton – Kitörés (Walter Lee Younger) - Lewis J. Stadlen – Candide (További szereplők)                                                                                               | - Virginia Capers – Kitörés (Lena Younger) - Carol Channing – Lorelei (Lorelei Lee) - Michele Lee – Libikóka (Gittel Mosca) |
| Legjobb férfi mellékszereplő színdarabban | Legjobb női mellékszereplő színdarabban |
| - Ed Flanders – Boldogtalan hold (Phil Hogan) - René Auberjonois – A jó doktor (További szereplők) - Douglas Turner Ward – The River Niger (Johnny Williams) - Dick Anthony Williams – What the Wine-Sellers Buy (Rico)                                                                  | - Frances Sternhagen – A jó doktor (További szereplők) - Regina Baff – Veronica szobája (A lány) - Fionnula Flanagan – Ulysses in Nighttown (További szereplők) - Charlotte Moore – Chemin de Fer (Sophie) - Roxie Roker – The River Niger (Mattie Williams)                                                |
| Legjobb férfi mellékszereplő musicalben | Legjobb női mellékszereplő musicalben |
| - Tommy Tune – Libikóka (David) - Mark Baker – Candide (Candide) - Ralph Carter – Kitörés (Travis Younger) | - Janie Sell – Over Here! (Mitzi) - Leigh Beery – Cyrano (Roxana) - Maureen Brennan – Candide (Cunégonde) - June Gable – Candide (Az öreg hölgy) - Ernestine Jackson – Kitörés (Ruth Younger) |
| Legjobb színdarabrendező | Legjobb musicalrendező |
| - José Quintero – Boldogtalan hold - Burgess Meredith – Ulysses in Nighttown - Mike Nichols – Ványa bácsi - Stephen Porter – Chemin de Fer - Edwin Sherin – Find Your Way Home | - Harold Prince – Candide - Michael Bennett – Libikóka - Donald McKayle – Kitörés - Tom Moore – Over Here! |
| Legjobb koreográfia | Legjobb díszlettervezés |
| - Michael Bennett – Libikóka - Patricia Birch – Over Here! - Donald McKayle – Kitörés | - Franne Lee, Eugene Lee – Candide - John Conklin – The Au Pair Man - Santo Loquasto – What the Wine-Sellers Buy - Oliver Smith – Gigi - Ed Wittstein – Ulysses in Nighttown |
| Legjobb jelmeztervezés | Legjobb látványtervezés |
| - Franne Lee – Candide - Theoni V. Aldredge – The Au Pair Man - Finlay James – Crown Matrimonial - Oliver Messel – Gigi - Carrie F. Robbins – Over Here! | - Jules Fisher – Ulysses in Nighttown - Martin Aronstein – In the Boom Boom Room - Ken Billington – Az öreg hölgy látogatása - Ben Edwards – Boldogtalan hold - Tharon Musser – A jó doktor |

### Különdíjak
- Liza Minnelli
- Bette Midler
- Peter Cook
- Dudley Moore
- Boldogtalan hold (Lester Osterman, Elliott Martin, Richard Hurner)
- Candide (Chelsea Theatre Group, Harold Prince, Ruth Mitchell)
- Actors' Equity Association
- Theatre Development Fund
- John F. Wharton
- Harold Friedlander

## Előadott számok
- Over Here! ("Over Here"/"Charlie's Place" - Patty Andrews, Maxene Andrews)
- Kitörés ("Whole Lot of Sunshine" - Virginia Capers/"Sidewalk Tree" - Ralph Carter)
- Lorelei ("Men" - Carol Channing, Peter Palmer, Ian Tucker)
- Diákszerelem ("You're the Cream in My Coffee" - Alice Faye, John Payne)
- Libikóka ("I'm Way ahead"/"Seesaw" - Michele Lee)
- Fanny ("Welcome Home" - Florence Henderson)
- A Mother's Kisses ("There Goes My Life" - Bea Arthur)
- Broadway műsorok dalai - Charles Nelson Reilly
- The Cradle Will Rock (Medley - Will Geer)
- George M! (Medley - Joel Grey)
- Phoenix '55 ("Upper Berth" - Nancy Walker and Men)
- Purlie ("New Fangled Preacher Man" - Cleavon Little)

## Műsorvezetők
A gálán az alábbi műsorvezetők működtek közre:
- Alan Alda
- Ed Asner
- Karen Black
- David Carradine
- Johnny Carson
- Bette Davis
- Peter Falk
- Henry Fonda
- Elliott Gould
- Ken Howard
- Glynis Johns
- Cloris Leachman
- Michael Learned
- Elizabeth Montgomery
- Carroll O'Connor
- Al Pacino
- Suzanne Pleshette
- Jane Powell
- Lynn Redgrave
- Esther Rolle
- Marlo Thomas
- Lesley Ann Warren
- Beatrice Arthur
- Carol Channing
- Will Geer
- Joel Grey
- Florence Henderson
- Cleavon Little
- Charles Nelson Reilly
- Nancy Walker

## Fordítás
- Ez a szócikk részben vagy egészben  a(z)   28th Tony Awards című angol Wikipédia-szócikk fordításán alapul.  Az eredeti cikk szerkesztőit annak laptörténete sorolja fel. Ez a jelzés csupán a megfogalmazás eredetét és a szerzői jogokat jelzi, nem szolgál a cikkben szereplő információk forrásmegjelöléseként.